# Minillas (Santurce)
|                                                  |                                                         |
| Coordenadas                                      | 18°26′55″N 66°3′54″O / 18.44861, -66.06500              |
| Entidad • País • Territorio • Municipio • Barrio | Sub-barrio Estados Unidos Puerto Rico San Juan Santurce |
| Superficie                                       | 0,22 km² (0,08 mi²)                                     |
| Población • Densidad poblacional                 | 1.484 (2000) 6.871,5 km² (17.797,2 mi²)                 |

Minillas es uno de los cuarenta “sub-barrios” del barrio Santurce en el municipio de San Juan, Puerto Rico. De acuerdo al censo del año 2000, este sector contaba con 1.484 habitantes y una superficie de 0,22 km².